# 飛鳥未来きずな高等学校

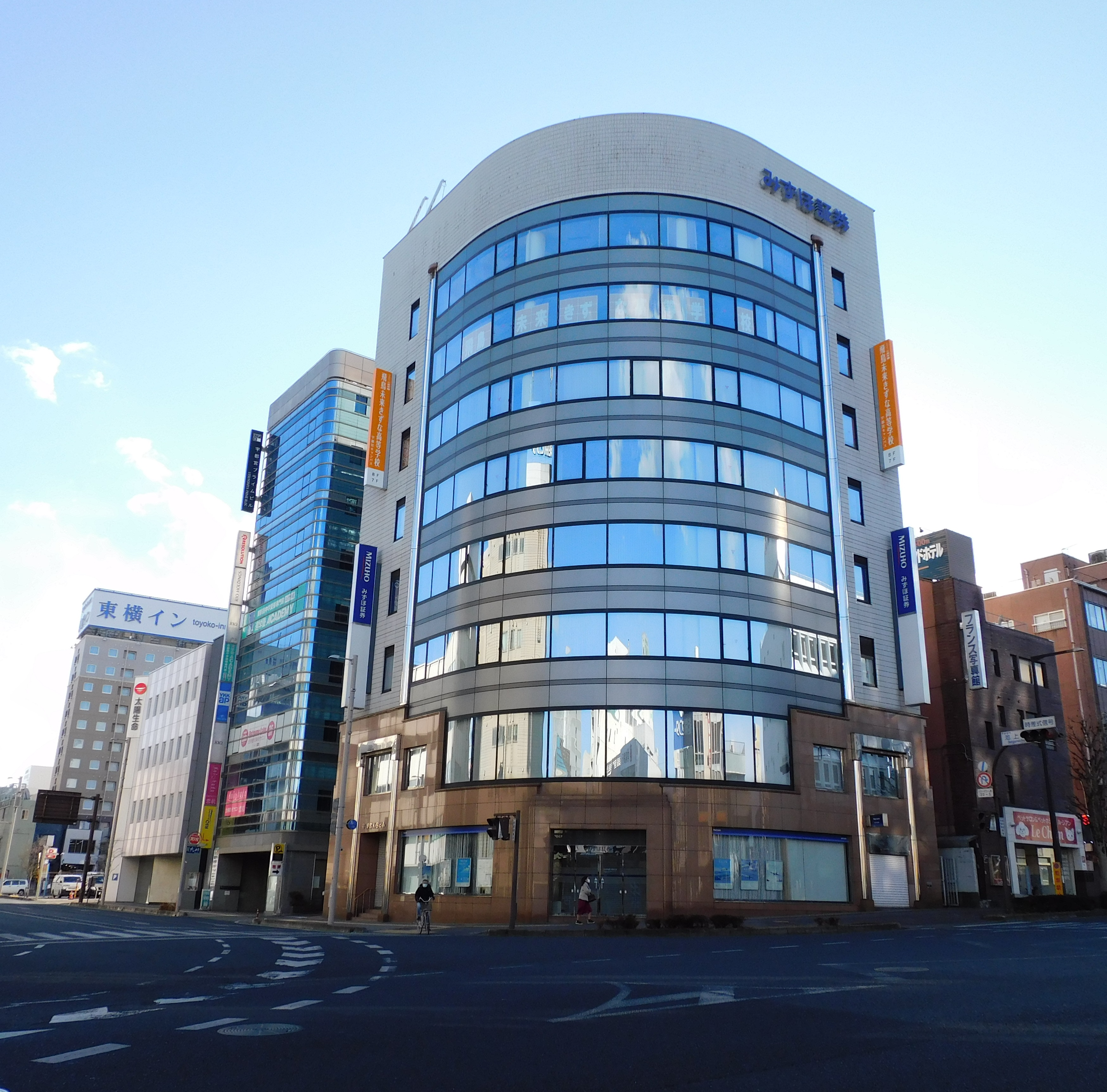
栃木県宇都宮市伝馬町にある 　宇都宮キャンパス(7F・8F)

飛鳥未来きずな高等学校（あすかみらいきずなこうとうがっこう）は、宮城県登米市米山町に本校を構える私立の通信制高等学校。運営法人は学校法人三幸学園。姉妹校に飛鳥未来高等学校、飛鳥未来きぼう高等学校がある。

## 沿革
- 1984年（昭和59年）4月 - 学校法人設立準備委員会発足。
- 1985年（昭和60年）3月 - 学校法人三幸学園設立。
- 2017年（平成28年）4月 - 飛鳥未来きずな高等学校開校。
- 2022年（令和04年）4月 - 飛鳥未来きずな高等学校福岡天神キャンパス開校

## 学習スタイル
通信制高等学校であるため、基本的には自学自習で、各科目必要な単位を取得して卒業する。飛鳥未来きずな高等学校では、学習スタイルごとにホームルームを定期的に開催し、月に1回、特別活動が行われており必要時間数参加する。単位を修得するためには、各教科、必要枚数のレポートを提出し、スクーリングに参加し、単位認定試験を受け合格点を取ることが必要である。
- ベーシックスタイル - 月に1回ホームルームへの参加が必修、自由度の高い学習スタイル
- スタンダードスタイル - 週に1回ホームルームへの参加が必修、クラスに近いスタイル
- 選択コース - 週2日好きな分野を学べるコース、各スタイルと併用
- 3DAYスタイル - 週3日登校、スタンダードよりもクラスに近いスタイル
- 5DAYスタイル - 3Dayスタイル＋選択コース
- ネットスタイル - 2023年4月開講!

(※3DAY、5DAYスタイルは、一部キャンパスで開講)

## キャンパス
登米本校を含め、全国16のスクーリング会場から通いやすい会場を選べる。

| キャンパス               | 住所                                                 | 開講スタイル                         |
| ------------------------ | ---------------------------------------------------- | ------------------------------------ |
| 登米本校                 | 宮城県登米市米山町中津山字筒場埣215                  | スタンダード、ベーシック             |
| 札幌キャンパス           | 北海道札幌市中央区南1条西8丁目11-2 ８階              | スタンダード、ベーシック             |
| 仙台キャンパス           | 宮城県仙台市宮城野区車町102-53 ３階                  | スタンダード、ベーシック             |
| お茶の水キャンパス       | 東京都文京区湯島2-31-8 １階                          | スタンダード、ベーシック、3DAY、5DAY |
| 池袋キャンパス           | 東京都豊島区南池袋2-19-11 第14野萩ビル２階           | スタンダード、ベーシック             |
| 宇都宮キャンパス         | 栃木県宇都宮市伝馬町1-9 宇都宮KSビル7・8階           | スタンダード、ベーシック、           |
| 高崎キャンパス           | 群馬県高崎市連雀町81 オカバ高崎ビル2階               | スタンダード、ベーシック             |
| 大宮キャンパス           | 埼玉県さいたま市大宮区桜木町1-266-6 4階              | スタンダード、ベーシック、3DAY、5DAY |
| 立川キャンパス           | 東京都立川市曙町2-19-12 2階                          | スタンダード、ベーシック、3DAY、5DAY |
| 小田原キャンパス(女子校) | 神奈川県小田原市城山4-5-1 南館2階 (小田原短期大学内) | スタンダード、ベーシック             |
| 静岡キャンパス           | 静岡県静岡市葵区御幸町6 静岡セントラルビル8階        | スタンダード、ベーシック             |
| 名古屋キャンパス         | 愛知県名古屋市中村区亀島1丁目5番24号2                | スタンダード、ベーシック             |
| 神戸キャンパス           | 兵庫県神戸市中央区御幸通3-2-22                       | スタンダード、ベーシック             |
| 福岡天神キャンパス       | 福岡県福岡市中央区舞鶴1丁目9番38号                   | スタンダード、ベーシック             |
| 熊本キャンパス           | 熊本県熊本市中央区上通町1-1 NK第1ビル2階             | スタンダード、ベーシック             |
| 沖縄キャンパス           | 沖縄県那覇市上之屋1-3-13                             | スタンダード、ベーシック             |